# Gobitrichinotus arnoulti
Gobitrichinotus arnoulti é uma espécie de peixe da família Kraemeriidae.
É endémica de Madagáscar.
Os seus habitats naturais são: rios.